# Дирису, Шопе
Шопе́ Дири́су (йоруба Ṣọpẹ́ Dìrísù; род. 9 января 1991 года, Эджвар, Лондон, Англия, Великобритания) — британский актёр театра, кино и телевидения.

## Ранние годы
Родился 9 января 1991 года в Лондоне, Великобритания, в семье нигерийских иммигрантов. Его родители, оба христианские пасторы, эмигрировали из Нигерии в Лондон до его рождения. Отец изучал историю, а мать — право, прежде чем посвятить себя религиозной деятельности. Они стремились обеспечить сыну стабильное будущее и надеялись, что он выберет традиционную профессию. Однако страсть Дирису к актёрскому мастерству проявилась ещё в детстве, несмотря на их изначальное неодобрение.
Дирису провёл детство в районе Эджвар на севере Лондона, но в возрасте 10 лет его семья переехала в город Лутон, графство Бедфордшир, из-за роста преступности в столице и заботы о безопасности сына. Он учился в частной школе Bedford Modern School с 2002 по 2009 год, где активно занимался театральным искусством и спортом. В школьных постановках он дебютировал с танцевальной ролью джиттербага в спектакле «Волшебник из страны Оз». В 2006 году, в возрасте 15 лет, он присоединился к Национальному молодёжному театру, что ещё больше укрепило его интерес к актёрскому мастерству.
После школы Дирису поступил в Университет Бирмингема, где изучал экономику, чтобы соответствовать ожиданиям семьи и получить качественное образование. Он сознательно отказался от театральной школы, но не оставил театр, регулярно участвуя в университетских постановках. Помимо учёбы, Дирису активно занимался спортом, выступая в роли квотербека за университетскую команду по американскому футболу Birmingham Lions.
После окончания университета Дирису вернулся к работе в Национальном молодёжном театре, где прошёл интенсивный восьмимесячный курс в программе REP Company, что стало ключевым шагом в его актёрской карьере.

## Карьера
В 2012 году, после окончания университета, Дирису успешно прошёл прослушивания для программы Open Stages, организованной Королевской шекспировской труппой. Его первой профессиональной театральной ролью стала главная роль Перикла в постановке пьесы Уильяма Шекспира «Перикл, принц Тира». В том же году он дебютировал в кино, снявшись в двух короткометражных фильмах.
В 2014 году Дирису дебютировал на телевидении, сыграв в эпизоде сериала «Утопия», а затем в драматическом сериале «Фабрика». В 2015–2018 годах он исполнял второстепенную роль в сериале «Люди». В 2016 году Дирису появился в эпизоде «Нырок» антологического сериала «Чёрное зеркало», а также снялся в фильмах «Преступник» и «Белоснежка и охотник 2». С октября по декабрь того же года он исполнил роль Кассиуса Клэя (Мухаммеда Али) в театральной постановке Кемпа Пауэрса «Одна ночь в Майами» в театре Donmar Warehouse. В 2017 году он сыграл в фильме «Замок из песка», а осенью того же года исполнил роль Кориолана в постановке Королевской шекспировской труппы «Кориолан» в Королевском Шекспировском театре.
С октября 2019 года по январь 2020 года Дирису исполнял роль Бифа Ломана в постановке «Смерть коммивояжёра» в театре Пикадилли. В 2020 году он сыграл главную роль Бола в фильме «Его дом», за которую был номинирован на Премию британского независимого кино в категории «Лучший актёр», а также на Суперпремию «Выбор критиков». В том же году он начал исполнять одну из главных ролей в британском сериале «Банды Лондона». С 2020 по 2022 год Дирису озвучивал деймона по имени Сержи в сериале «Тёмные начала». 
В 2021 году Дирису был номинирован на премию BAFTA в категории «Восходящая звезда» и снялся в фильмах «Чужая земля», «Материнское воскресенье» и «Тихая ночь». В 2022 году он исполнил главную роль мистера Малкольма в романтической исторической драме «Список мистера Малкольма». В 2023 году Дирису сыграл Шона Донована в третьем сезоне сериала Apple TV+ «Медленные лошади».
В 2025 году вышли фильмы с его участием — «Ущелье» и «Тень моего отца». Весной 2025 года он исполнил главную роль в пьесе Эжена Ионеско «Носорог» в театре Алмейда.
В марте 2024 года было объявлено, что Дирису снимется в сериале Netflix «Чёрный кролик» вместе с Джейсоном Бейтманом и Джудом Лоу.

## Личная жизнь
Дирису является христианином.

## Избранная фильмография

### Кино
| Год  |     | Русское название         | Оригинальное название      | Роль            |
| ---- | --- | ------------------------ | -------------------------- | --------------- |
| 2016 | ф   | Белоснежка и охотник 2   | The Huntsman: Winter's War | Тулл            |
| 2016 | ф   | Преступник               | Criminal                   | офицер SSBN     |
| 2017 | ф   | Замок из песка           | Sand Castle                | сержант Коул    |
| 2017 | ф   | RSC: Кориолан            | Coriolanus                 | Кориолан        |
| 2019 | кор | Список мистера Малкольма | Mr. Malcolm's List         | мистер Малколм  |
| 2020 | ф   | Его дом                  | His House                  | Бол Мажур       |
| 2021 | ф   | Чужая земля              | Tides                      | Такер           |
| 2021 | ф   | Материнское воскресенье  | Mothering Sunday           | Дональд         |
| 2021 | ф   | Тихая ночь               | Silent Night               | Джеймс          |
| 2022 | ф   | Список мистера Малкольма | Mr. Malcolm's List         | мистер Малкольм |
| 2025 | ф   | Ущелье                   | The Gorge                  | Джей Ди         |
| 2025 | ф   | Тень моего отца          | My Father's Shadow         | Фоларин         |

### Телевидение
| Год          |   | Русское название      | Оригинальное название | Роль                                                 |
| ------------ | - | --------------------- | --------------------- | ---------------------------------------------------- |
| 2014         | с | Утопия                | Utopia                | Рой                                                  |
| 2014         | с | Фабрика               | The Mill              | Питер                                                |
| 2015         | с | Случайная вакансия    | The Casual Vacancy    | молодой доктор                                       |
| 2016         | с | Бестолочи             | Siblings              | Зефф                                                 |
| 2017         | с | Алкион                | The Halcyon           | Сонни Салливан                                       |
| 2017         | с | Чёрное зеркало        | Black Mirror          | мужчина в тюрьме                                     |
| 2017         | с | Скрытое               | Undercover            | Майкл Энтви                                          |
| 2018         | с | Ближайший родственник | Next to Kin           | Стэнли Харт / Эллиот Харт                            |
| 2015—2018    | с | Люди                  | Humans                | Фред                                                 |
| 2019         | с | Семейный брак         | State of the Union    | Джилз                                                |
| 2020—2022    | с | Тёмные начала         | His Dark Materials    | Сержи                                                |
| 2023         | с | Медленные лошади      | Slow Horses           | Шон Донован                                          |
| 2020 — н. в. | с | Банды Лондона         | Gangs of London       | Эллиот Картер / Эллиот Финч, исполнительный продюсер |
| 2025         | с | Чёрный кролик         | Black Rabbit          | Уэс                                                  |

### Театр
| Год       | Русское название    | Оригинальное название | Роль         | Площадка                        | Ист.   |
| --------- | ------------------- | --------------------- | ------------ | ------------------------------- | ------ |
| 2016      | Одна ночь в Майами  | One Night in Miami    | Кассиус Клэй | Donmar Warehouse                | [ 8 ]  |
| 2017      | Кориолан            | Coriolanus            | Кориолан     | Королевский Шекспировский театр | [ 9 ]  |
| 2019—2020 | Смерть коммивояжёра | Death of a Salesman   | Биф Ломан    | Театр Пикадилли                 | [ 10 ] |
| 2025      | Носорог             | Rhinoceros            | Беренгер     | Театр Алмейда                   | [ 18 ] |

## Награды и номинации
Полный список наград и номинаций на IMDb.
| Год  | Награда                              | Категория                        | Работа  | Результат |
| ---- | ------------------------------------ | -------------------------------- | ------- | --------- |
| 2021 | Премия BAFTA                         | Восходящая звезда                |         | Номинация |
| 2021 | Премия британского независимого кино | Лучший актёр                     | Его дом | Номинация |
| 2021 | Суперпремия «Выбор критиков»         | Лучший киноактёр в фильме ужасов | Его дом | Номинация |